# Ministère de l'Éducation (Serbie)
Pour les autres articles nationaux ou selon les autres juridictions, voir Ministère de l'Éducation.
Le ministère de l'Éducation, de la Science et du Développement technologique (en serbe cyrillique : Министарство просвете, науке и технолошког образовања ; en serbe latin : Ministarstvo prosvete, nauke i tehnološkog obrazovanja) est le département ministériel du gouvernement serbe chargé de la politique éducative et des sciences en Serbie.

## Organisation
Le ministère s'organise autour de plusieurs sections ou départements, parmi lesquels on peut citer :
- le Département de l'enseignement préscolaire et élémentaire et de l'enseignement aux adultes ;
- le Département de l'administration scolaire, de l'inspection des établissements et de l'enseignement secondaire ;
- le Département de l'enseignement supérieur, des investissements, des normes universitaire et des équipements ;
- le Département du développement de l'éducation et des échanges internationaux et de la coopération scientifique ;
- le Département des finances ;
- le Département de l'intégration européenne, des programmes internationaux et des projets internationaux dans les domaines éducatifs et scientifiques ;
- le Département de la recherche fondamentale et du développement de la recherche scientifique ;
- le Département du développement technologique, des transferts de technologie et de l'innovation.

## Liste des ministres
| Ministre                                                                 | Parti                   | Parti                   | Dates                   | Gouvernement                   |                         |
| Ministre de l'Éducation                                                  | Ministre de l'Éducation | Ministre de l'Éducation | Ministre de l'Éducation | Ministre de l'Éducation        | Ministre de l'Éducation |
| ------------------------------------------------------------------------ | ----------------------- | ----------------------- | ----------------------- | ------------------------------ | ----------------------- |
| Dimitrije Dimitrijević                                                   |                         | SPS                     | 11/02/1991 - 21/06/1991 | Zelenović                      |                         |
| Danilo Ž. Marković                                                       |                         | SPS                     | 31/07/1991 - 14/07/1993 | Zelenović, Božović et Šainović |                         |
| Milivoje Lazić                                                           |                         | SPS                     | 14/07/1993 - 18/03/1994 | Šainović                       |                         |
| Dragoslav Mladenović                                                     |                         | SPS                     | 18/03/1994 - 11/02/1997 | Marjanović I                   |                         |
| Jovo Todorović                                                           |                         | SPS                     | 11/02/1997 - 11/04/2000 | Marjanović I et II             |                         |
| Milivoje Simonović                                                       |                         | JUL                     | 11/04/2000 - 10/06/2000 | Marjanović II                  |                         |
| Katarina Lazović                                                         |                         | JUL                     | 10/06/2000 - 24/10/2000 | Marjanović II                  |                         |
| Mihailo Jokić                                                            |                         | SPS                     | 24/10/2000 - 25/01/2001 | Minić                          |                         |
| Ministre de l'Éducation et des Sports                                    |                         |                         |                         |                                |                         |
| Gašo Knežević                                                            |                         | GSS                     | 25/01/2001 - 03/03/2004 | Đinđić et Živković             |                         |
| Ljiljana Čolić                                                           |                         | DSS                     | 03/03/2004 - 16/09/2004 | Koštunica I                    |                         |
| Milan Brdar (intérim)                                                    |                         | DSS                     | 16/09/2004 - 19/10/2004 | Koštunica I                    |                         |
| Slobodan Vuksanović                                                      |                         | DSS                     | 19/10/2004 - 15/05/2007 | Koštunica I                    |                         |
| Ministre de l'Éducation                                                  |                         |                         |                         |                                |                         |
| Zoran Lončar                                                             |                         | DSS                     | 15/05/2007 - 07/07/2008 | Koštunica II                   |                         |
| Žarko Obradović                                                          |                         | SPS                     | 07/07/2008 - 14/03/2011 | Cvetković                      |                         |
| Ministre de l'Éducation, de la Science et du Développement technologique |                         |                         |                         |                                |                         |
| Žarko Obradović                                                          |                         | SPS                     | 14/03/2011 - 02/09/2013 | Cvetković et Dačić             |                         |
| Tomislav Jovanović                                                       |                         | Ind.                    | 02/09/2013 - 27/04/2014 | Dačić                          |                         |
| Srđan Verbić                                                             |                         | Ind.                    | 27/04/2014 - 11/08/2016 | Vučić I                        |                         |
| Mladen Šarčević                                                          |                         | Ind.                    | 11/08/2016 - 28/10/2020 | Vučić II et Brnabić I          |                         |
| Branko Ružić                                                             |                         | SPS                     | 28/10/2020 - 26/10/2022 | Brnabić II                     |                         |
| Ministre de l'Éducation                                                  |                         |                         |                         |                                |                         |
| Branko Ružić                                                             |                         | SPS                     | 28/10/2022 - 29/05/2023 | Brnabić III                    |                         |
| Đorđe Milićević (intérim)                                                |                         | SPS                     | 31/05/2023 - 25/07/2023 | Brnabić III                    |                         |
| Slavica Đukić Dejanović                                                  |                         | SPS                     | 25/07/2023 - 16/04/2025 | Brnabić III et Vučević         |                         |
| Dejan Vuk Stanković                                                      |                         | Ind.                    | depuis le 16/04/2025    | Macut                          |                         |

## Site officiel
- (sr + en) Site officiel